# Bolidová kamera

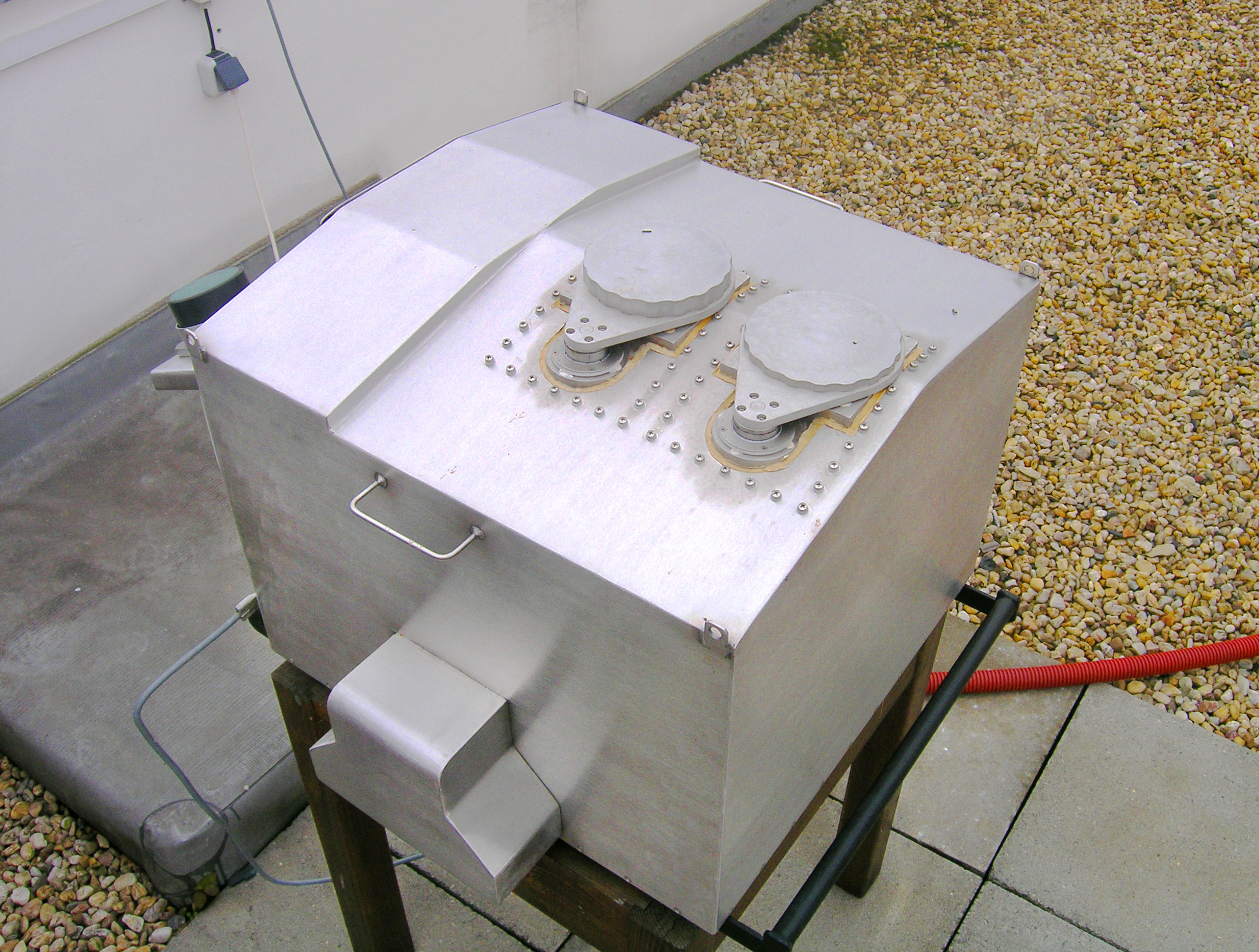
Kamera evropské bolidové sítě v Astronomickém ústavu na Ondřejově

Bolidová kamera je zařízení k automatické fotografické registraci průletu meteorů a bolidů. Vyhodnocením snímků z více bolidových kamer je možné spočítat dráhu a rychlost bolidu, některé jeho fyzikální vlastnosti a ve výjimečných případech odhadnout i oblast, kam mohly jeho zbytky (meteority) dopadnout.
Ve vývoji bolidových kamer je Česká republika na předním místě na světě. Od roku 1951 je v Astronomický ústav Akademie věd v Ondřejově vyvíjel Zdeněk Ceplecha. Současnou moderní Automatickou bolidovou kameru vyvíjí Pavel Spurný.

## Historie

### Fotografování meteorů
Náhodně se první meteor podařilo vyfotografovat koncem 19. století v Praze. První plánovaná fotografická pozorování meteoritů se začala provádět po I. světové válce.
V Československu je prováděl především Josef Sýkora (1870–1944) na hvězdárně Josefa Friče v Ondřejově. Fotografovalo se jen ve dnech výskytu meteorických rojů.

#### Systematické fotografování

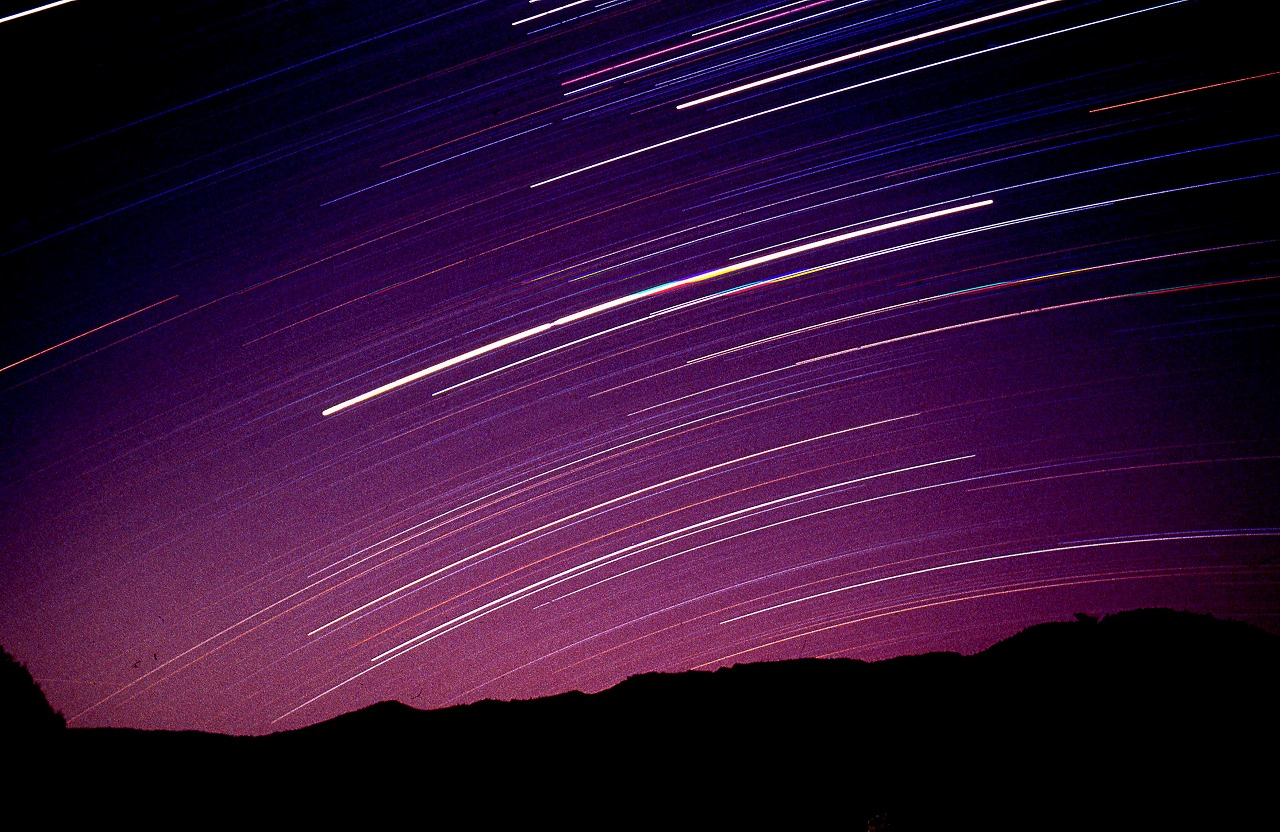
Hvězdy se na snímku z bolidové kamery zobrazují jako oblouky, protože se kamera nepohybuje současně s hvězdami. Ilustrační snímek.

Po 2. světové válce začal systematické fotografování bolidů v roce 1951 v Astronomickém ústavu v Ondřejově Zdeněk Ceplecha a Vladimír Guth (1905–1980).. Zájem se už nesoustřeďoval jen na meteorické roje, ale fotografovalo se každou vhodnou noc.
Zpočátku se používalo 5 jednotlivých kamer, ale pro možnost výpočtu dráhy bolidu se začalo fotografovat současně ze 2 míst. Prvním z nich byl vždy Ondřejov, druhým byl zpočátku vrch Mezivrata (jižně od Votic), v letech 1952–1955 pak Vysoký Chlumec (jižně od Sedlčan).

### Bolidové kamery Zdeňka Ceplechy
Zdeněk Ceplecha vylepšoval snímání meteorů a v roce 1955 sestrojil za spolupráce vedoucích astronomů Vladimíra Gutha a Františka Linka (1906–1984) první bolidovou kameru „současného typu“. Tato kamera však původně nebyla používána primárně ke sledování meteorů a jejich vlastností. Měla sloužit především ke studiu hustot vzduchu a dalších parametrů atmosféry ve výškách, ve kterých meteory obvykle září, tedy 60 – 130 km.
Bolidová kamera Zdeňka Ceplechy se skládala z 10 relativně jednoduchých individuálně vyrobených fotografických přístrojů (kamer). Každá z nich měla objektiv o ohniskové vzdálenosti f=180 mm (odpovídá běžnému současnému teleobjektivu) a cloně f/4,5. Snímalo se na skleněné fotografické desky 9×12 cm o citlivosti 21 DIN (100 ISO).
Tyto kamery byly umístěny na společné podložce a celkově pokrývaly přes polovinu oblohy. Před kamerami rotoval rychlostí 50 otáček/s dvouramenný sektor, který měl tvar dvou kruhových výsečí. Ten zajišťoval, že stopa meteoru na fotografické desce nebude souvislá, ale bude přerušována pravidelnými tmavšími úseky. Z jejich vzdálenosti je pak možno zjistit jednu z důležitých vlastností meteoru – jeho rychlost.

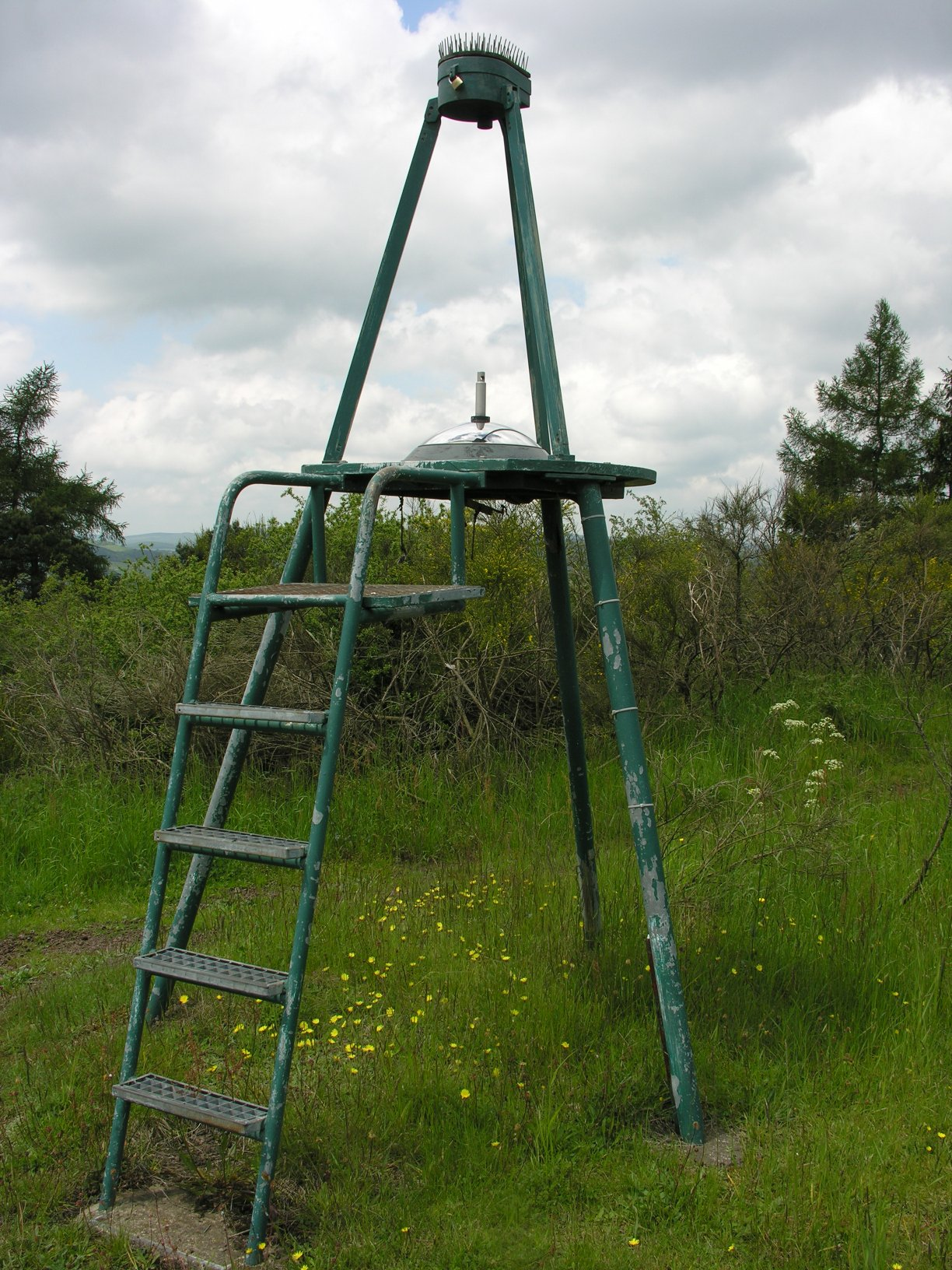
Bolidová kamera se zrcadlem

Podobná soustava 12 kamer, ale bez rotujících sektorů, byla umístěna na paralaktické montáži (stativ, který se používá u astronomických dalekohledů a který zajišťuje, aby se dalekohled otáčel současně s pohybem hvězd na obloze). Kombinací snímků z pevných a pohyblivých kamer se zjišťoval čas přeletu meteoru s přesností 1 sekundy..
První dvě soustavy kamer byly umístěny v Astronomickém ústavu v Ondřejově. Třetí soustava se nacházela v 40 km vzdálených Prčicích. Z kombinace snímků z Ondřejova a z Prčic se pak počítaly důležité parametry dráhy bolidu – přesná poloha a výška nad zemí.

### Pozorování v 70. letech 20. století
V 60. a 70. letech 20. století se místo soustavy kamer začala používat jedna fotografická kamera. Byla umístěna na vyšším stojanu a směřovala dolů. Pod ní se v jejím zorném poli nacházelo vypuklé zrcadlo, které zajišťovalo, že na snímku bude zachycena skoro celá obloha (kromě malé části zakryté vlastní kamerou a stojanem). Výhodou tohoto uspořádání bylo výrazné zjednodušení celého systému.
Později s vylepšováním fotografických objektivů se začaly používat bolidové kamery, které byly zaměřeny vzhůru a používaly objektivy typu rybí oko (extrémně širokoúhlé objektivy o krátké ohniskové vzdálenosti, které mají vypuklou přední čočku a dosahují úhlu záběru až 180°).
Tím byla odstraněna nevýhoda zákrytu části oblohy, odpadlo umisťování na stojan, problémy se zrcadlem (námraza, orosení aj.).
Tyto bolidové kamery však měly stále některé nevýhody: vyžadovaly každodenní přítomnost obsluhy – spouštění kamer podle aktuálního počasí, nutnost každodenní výměny fotografického materiálu aj.

## Současnost

### Automatická bolidová kamera

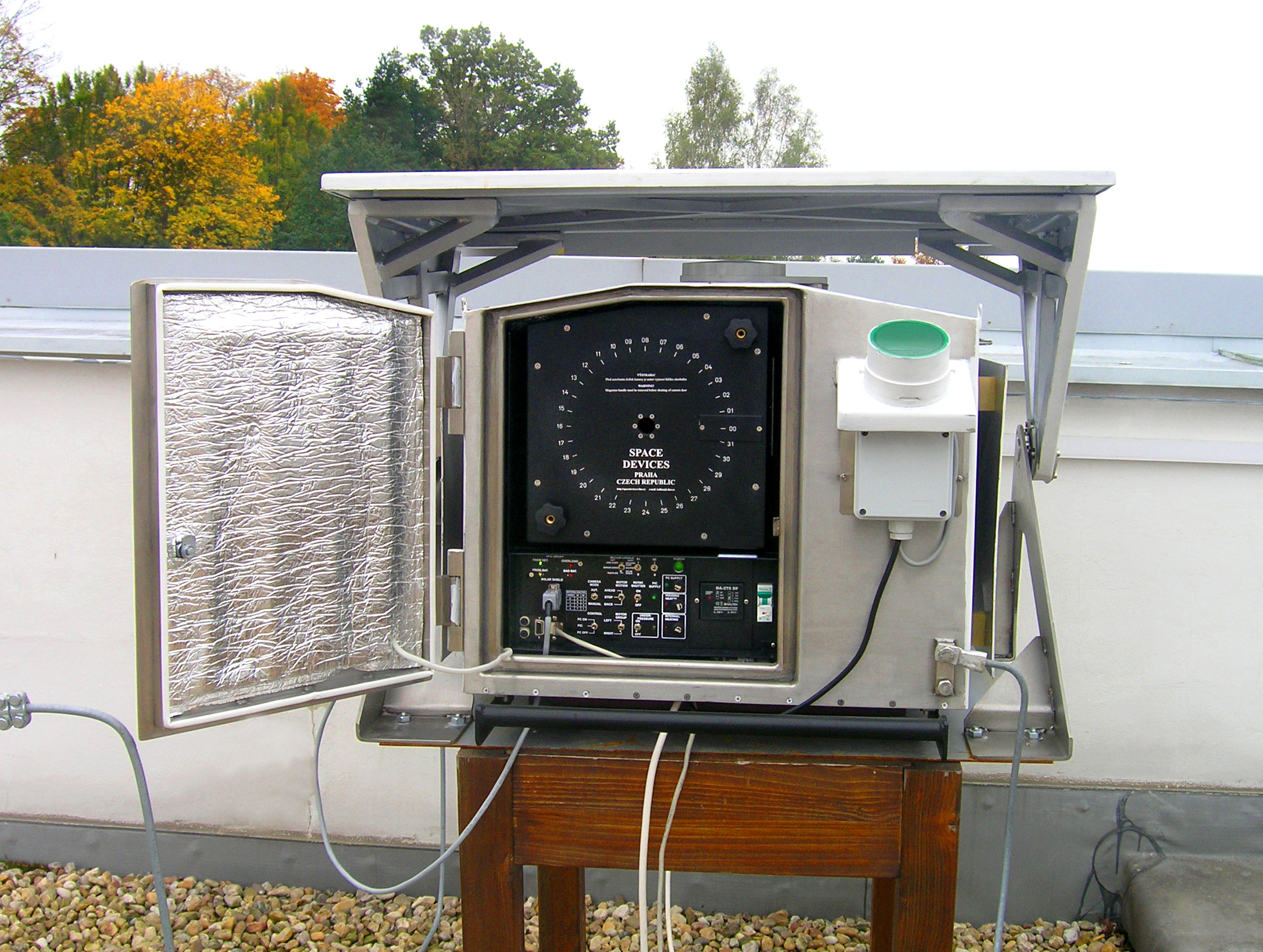
Ovládací prvky Automatické bolidové kamery

Současné moderní Automatické bolidové kamery (zkratka AFO z anglického Automatic Fireball Observatory) vyvíjí v České republice Oddělení meziplanetární hmoty Astronomického ústavu Akademie věd v Ondřejově.
Kamery mají oproti předcházejícím typům mnoho dalších vylepšení, která jim umožňují pracovat desítky dnů bez obsluhy.
Roku 2008 pracovalo téměř 20 těchto bolidových kamer v České republice, na Slovensku a v Austrálii.

#### Hlavní kamera

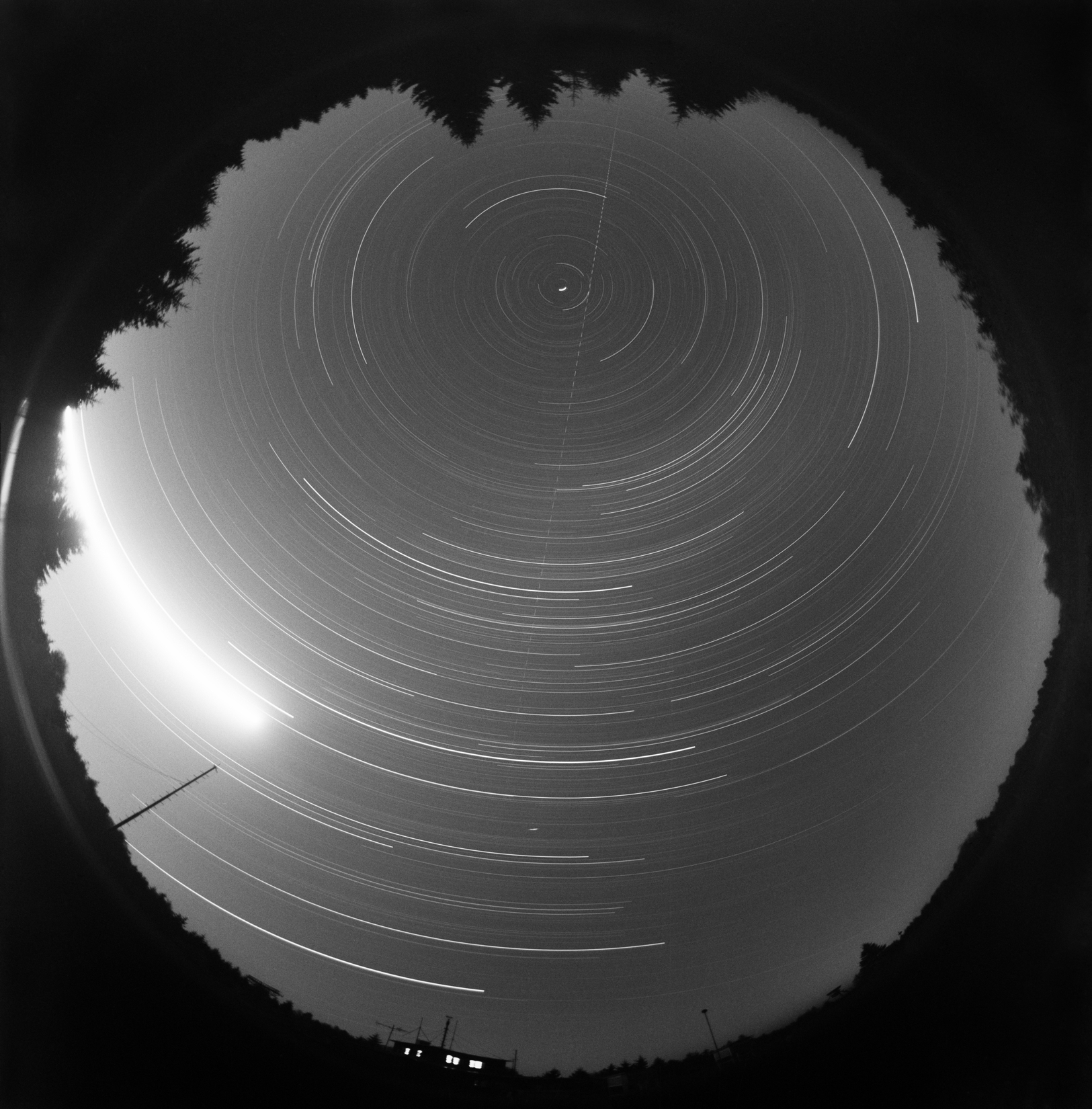
13. října 1990 zachytila bolidová kamera na Červené hoře vzácně pozorovaný úkaz: tzv. tečný meteoroid (světelná stopa napříč snímkem jdoucí z jihu na sever), který se následně vrátil zpět do vesmírného prostoru. Stopa je přerušována rotujícím sektorem. Jasná stopa vlevo je Měsíc.

Vlastní kamera pro záznam stop meteorů používá širokoúhlý objektiv typu rybí oko.
Mezi objektivem a filmem rotuje obdobně jako u starších kamer sektor, který přerušuje stopu meteoru a umožňuje určit jeho rychlost.
Fotografuje se na ploché filmy. I když kvality CCD snímačů se neustále vylepšují, pro použití filmů v bolidových kamerách stále existují 2 hlavní důvody:
- rozlišení filmu je stále výrazně vyšší než u CCD – pro dosažení stejných výsledků jako u filmu by bylo potřeba použít CCD snímače s rozlišením asi 200 Mpix (megapixelů).
- filmy mají větší dynamický rozsah než CCD snímače – umožňují tedy současně zachytit jak stopy velmi jasných, tak i "podprůměrných" bolidů.

Moderní bolidová kamera má zásobník na 32 plochých filmů a zařízení pro jejich automatickou výměnu. Díky tomu může podle aktuálního počasí (počtu jasných dní, kdy se fotografuje) pracovat bez obsluhy déle než měsíc.

#### Čidla
Automatická bolidová kamera obsahuje další čidla, která pomáhají jejímu automatickému provozu
- Přehledová CCD kamera – jednoduchá kamera, která snímá přibližně desetinu oblohy a vyhodnocuje počet viditelných hvězd. Pomocí ní se určuje, zda se má fotografovat hlavní kamerou.
- Čidlo jasu oblohy – fotonásobič, který 500× za sekundu vyhodnocuje jas oblohy. Pomáhá s odečítáním jasu pozadí na fotografickém snímku a registruje také čas průletu meteoritu.
- Mikrofon – zaznamenává zvukový projev bolidu.
- Srážkové čidlo – vyhodnocuje počasí a určuje, zda se má fotografovat hlavní kamerou.

#### Další zařízení
Vlastní provoz automatické bolidové kamery řídí dva počítače.
Hlavní počítač zaznamenává a vyhodnocuje údaje ze všech čidel, řídí pozorování, ovládá výměnu filmů aj. Přes den je kvůli úspoře elektrické energie vypnutý. Mikropočítač řídí tepelný režim stanice, umí komunikovat s okolím a vzbudit hlavní počítač.
S okolím komunikuje stanice prostřednictvím internetu. Přednost se dává připojením pevnou linkou nebo Wi-Fi. Odlehlejší stanice jsou připojeny pomocí GPRS stejně jako mobilní telefony. V Austrálii se používá komunikace přes družice. Do centrály v Astronomickém ústavu v Ondřejově předává bolidová kamera informace o průběhu sledování a o svém stavu. Umí také přijímat pokyny pro svou činnost.
Mezi další zařízení bolidové kamery patří systém tepelné regulace stanice a přijímač časového signálu (používá se systém GPS).

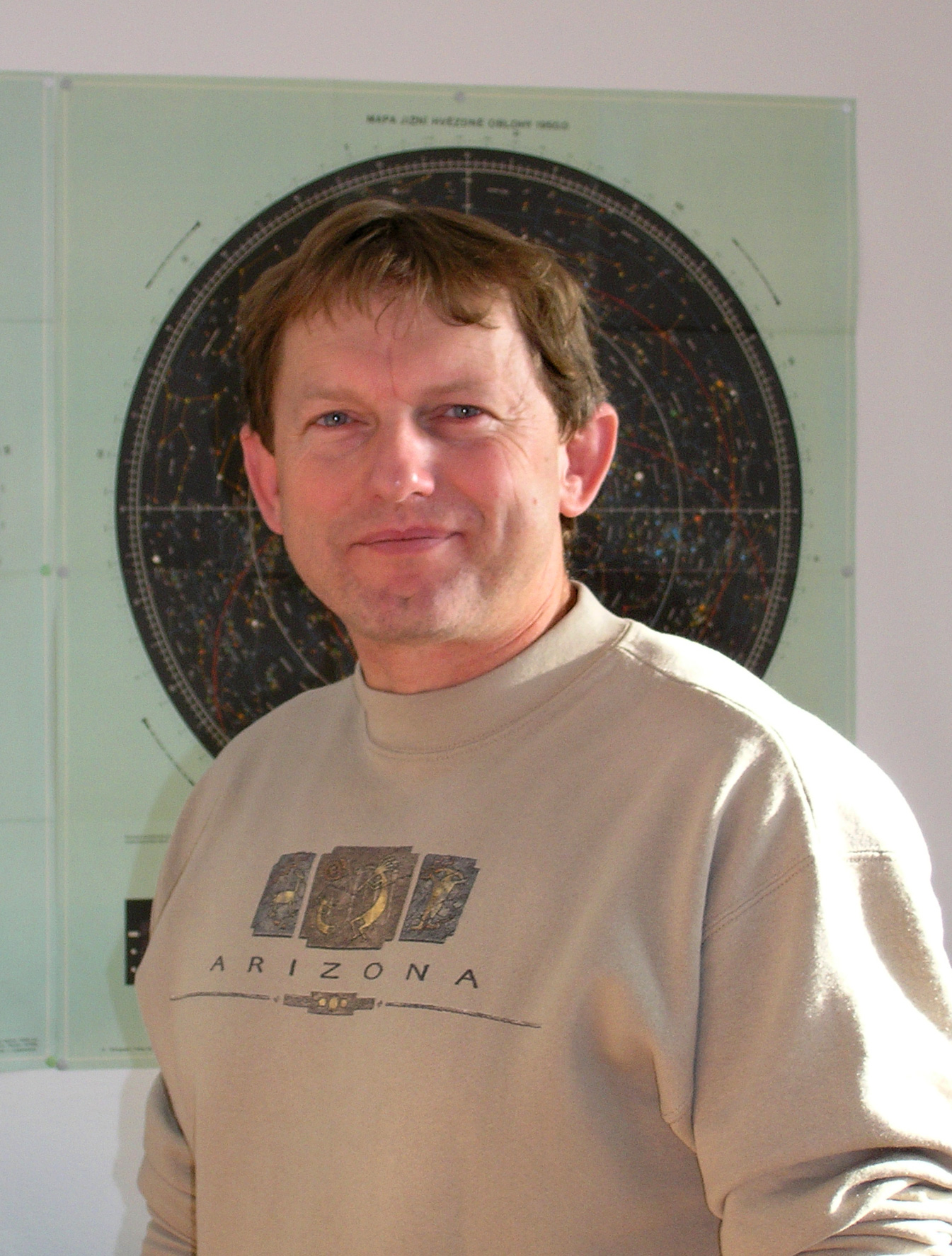
Pavel Spurný – duchovní otec a vedoucí týmu vyvíjejícího Automatickou bolidovou kameru

#### Vývoj bolidových kamer
Automatická bolidová kamera tohoto typu se v Astronomickém ústavu v Ondřejově vyvíjí od roku 1997.
Hlavní zásluhu na vývoji má Pavel Spurný, který pokračuje v práci započaté Zdeňkem Ceplechou, a další pracovníci z Oddělení meziplanetární hmoty (např. Jiří Borovička).
První prototyp kamery byl vyroben v roce 2000, funkční přístroj pak v roce 2003. Do roku 2006 se pak ve všech českých sledovacích stanicích vyměnily bolidové kamery za tento nový typ.

### Vyhodnocení snímků
Po vyvolání se snímky digitalizují v speciálním fotogrammetrickém skeneru.
Dosahuje se při tom rozlišení 5 mikrometrů. Snímky se pak vyhodnocují buď ručně, nebo od roku 2007 pomocí vyhodnocovacího softwaru.
Jsou-li k dispozici záznamy meteoru nebo bolidu z aspoň dvou sledovacích stanic, je možné určit parametry jeho dráhy: souřadnice (poloha), výška a rychlost – vše pro každý bod jeho trajektorie. Využívá se při tom další vyhodnocovací software, který měřená data zpracuje statisticky (metodou nejmenších čtverců). Při dostatečném množství naměřených bodů je možné dosáhnout přesnosti v určení polohy a výšky menší než 10 m.
Další důležité parametry, které jde u meteoru zjistit, je jeho počáteční a koncová rychlost, hmotnost, výška ve které se rozpadl (přestal zářit), rychlost brzdění, rychlost a průběh fragmentace (odpadávání úlomků) aj. Z těchto údajů je možné spočítat i jeho dráhu ve sluneční soustavě.

#### Hledání meteoritů
Ve velmi výjimečných případech pozorovaný meteor neshoří v atmosféře, ale jeho zbytky – meteority – dopadnou na zem. Odhadnout, zda se tak stalo, jde za pomoci výše uvedených parametrů; je však při tom vhodné zjistit i další jeho vlastnosti.
- Počáteční rychlost a hmotnost – Pro vlastní odhad, zda úlomky dopadly na zem, je nejdůležitější vstupní a koncová hmotnost tělesa – tedy původní hmotnost a hmotnost v okamžiku rozpadu. Oboje pak souvisí s tzv. srážkovou rychlostí (rychlostí vstupu tělesa do zemské atmosféry). Např. při rychlostech kolem 12 km/s je velká naděje na dopad úlomků už při hmotnosti meteoroidu 10 kg, v optimálních případech i jen několika kg.[8] Při rychlostech nad 25 km/s už musí jít aspoň o stovky kilogramů.

- Jasnost – S počáteční hmotností souvisí i jasnost bolidu. Samotná jasnost však není postačující – např. 4. února 2007 byl v České republice zaznamenán jeden z nejjasnějších bolidů za posledních 10 let s jasností -19 mag. Shořel však zcela v atmosféře.[7]
- Struktura – Dalším faktorem je struktura meteoroidu. Křehčí chondritická tělesa s větší pravděpodobností shoří v atmosféře, zatímco železné meteoroidy (siderity) mají větší šanci, že dopadnou na zem.
 Pokud se podaří jinými přístroji zaznamenat spektrum bolidu, lze z něj zjistit jeho složení. Z dráhy tělesa ve sluneční soustavě jde v některých případech určit, ke kterému meteorickému roji meteoroid případně patřil, a z analogie s dřívějšími pozorováními těles tohoto roje usuzovat na jeho fyzikální a chemické vlastnosti.
- Koncová výška – Posledním velmi podstatným parametrem je výška, v jaké se těleso rozpadlo a přestalo zářit. Je-li to více než 30 km nad zemí, pak je velká pravděpodobnost, že se celé vypařilo v atmosféře (např. zmíněný bolid ze 4. února 2007 se rozpadl ve výšce 36 km). Při nižších výškách pak pravděpodobnost závisí na předchozích parametrech, jako je srážková rychlost, jasnost aj.